# Last and First Men
Last and First Men (lett. "Gli ultimi e i primi uomini") è un film del regista islandese Jóhann Jóhannsson, uscito postumo nel 2020. È basato sul romanzo omonimo dell'autore inglese Olaf Stapledon, uscito in Italia col titolo Infinito.

## Trama
Una voce fuori campo narra l'ascesa e il declino delle varie specie intelligenti che avrebbero abitato la Terra durante la sua storia di miliardi di anni, mentre sullo schermo scorrono le immagini delle vestigia che hanno lasciato, calate in paesaggi deserti e in un'atmosfera irreale.

## Produzione

### Origine letteraria
Olaf Stapledon pubblicò il romanzo Last and First Men nel 1930. Nel periodo tra le due guerre mondiali fu un appassionato pacifista e obiettore di coscienza. Tenne conferenze in tutto il mondo su vari temi filosofici, ma trovò la sua vera vocazione come autore di fantascienza. Nei suoi libri rappresentò le sue visioni della storia e dell'evoluzione umana su scala planetaria, fino ad un futuro lontano miliardi di anni. Last and First Men è scritto dal punto di vista di uno degli "ultimi uomini" che guarda indietro ai "primi".

### Pre-produzione e riprese
Jóhann Jóhannsson diresse e musicò un progetto multimediale tratto da Last and First Men combinando un film narrato dall'attrice Tilda Swinton con l'accompagnamento musicale della BBC Philharmonic al Manchester International Festival del 2017. La sceneggiatura era stata ricavata dal romanzo da Jóhansson con la collaborazione di José Enrique Mación; ne vennero eseguite delle letture pubbliche al Barbican Centre di Londra nel dicembre 2018, e successivamente al Teatro dell'Opera di Sydney, nell'ambito del Vivid Festival, il 2 giugno 2019.
Per rappresentare le vestigia delle civiltà estinte furono filmati gli "Spomenik", monumenti ai caduti di stile brutalista costruiti in Jugoslavia dopo la Seconda guerra mondiale. Attraverso le riprese in bianco e nero di queste opere monumentali in lunghe riprese da prospettive insolite ed estreme, realizzate dal direttore della fotografia Sturla Brandth Grøvlen,  i "suoni epici e tipicamente oscuri della musica islandese" e la voce della Swinton, è emerso qualcosa che nella sua composizione complessiva è stato più volte descritto dalla critica essenzialmente come "un audiolibro con immagini".

### Colonna sonora
1. Prelude – 2:35
2. A Minor Astronomical Event – 3:39
3. A Move to Neptune – 3:47
4. Physical Description of the Last Human Beings – 4:36
5. Architecture – 5:00
6. Supreme Monuments – 1:48
7. Telepathic Unity – 1:58
8. Childhood / Land of the Young – 5:35
9. The Navigators – 8:08
10. The Sun – 1:28
11. A New Doom – 2:54
12. Task No. 1: The Scattering of Seeds – 1:56
13. Task No. 2: Communicating with the Past – 1:05
14. The Last Office of Humanity – 2:11
15. Slow Destruction of Neptune – 4:25
16. The Few That Prevail – 2:01
17. The Last Men – 3:19
18. Remembrance of the Past – 2:34
19. The Universal End – 1:23
20. Epilogue – 5:08

Durata totale: 65:30
Il compositore e artista del suono Yair Elazar Glotman completò la colonna sonora dopo la morte di Jóhansson. L'album della colonna sonora fu pubblicato dalla Deutsche Grammophon come download digitale il 28 febbraio 2020, in una versione combinata CD/Blu-ray il 27 marzo 2020 e in un cofanetto vinile/blu-ray il 10 aprile 2020.

## Distribuzione
Il film ebbe la sua prima mondiale alla 70ª edizione del Festival internazionale del cinema di Berlino il 25 febbraio 2020, e fu successivamente presentato in altri festival cinematografici in tutto il mondo.
In Italia è stato distribuito per lo streaming in lingua originale sottotitolata dalla piattaforma MUBI.

## Accoglienza

### Critica
Il film ha ottenuto recensioni positive da tutti i critici su Rotten Tomatoes, con una valutazione media di 8,4/10.

La redazione del sito Zukunft braucht Erinnerung ha notato che un'idea fatalistica tratta dal romanzo di Stapledon è che uno degli "ultimi uomini" che ha guardato indietro alla nostra storia dopo due miliardi di anni si sia reso conto che noi uomini miriamo solo a sottomettere gli altri. Scegliendo per le sue immagini dei monumenti storici, Jóhann Jóhannsson ha dato a questa visione fatale del futuro un volto spaventosamente reale, poiché, per quanto un tempo fossero state erette in memoria di persone che avevano dato la vita nella lotta contro la violenza e l'oppressione, alla fine divennero essi stessi simboli di un governo violento. In sintesi, la redazione scrive: 